# Схизосахаромицеты
Схизосахаромице́ты, или деля́щиеся дро́жжи (Schizosaccharomycetes) — класс грибов отдела Аскомицеты (Ascomycota). В природе представители класса встречаются в тех же экологических условиях, что и почкующиеся дрожжи класса Saccharomycetes.

## Систематика
К классу относят один порядок (Schizosaccharomycetales) с одним семейством (Schizosaccharomycetaceae), в которое входят два рода:
- Hasegawaea Y.Yamada & I.Banno, 1987
  - Hasegawaea japonica (Yukawa & Maki) Y.Yamada & I.Banno
- Schizosaccharomyces Lindner, 1893
  - Schizosaccharomyces cryophilus Helston et al., 2010
  - Schizosaccharomyces kambucha G.Singh & A.J.S.Klar, 2002
  - Schizosaccharomyces malidevorans Rankine & Forn., 1964
  - Schizosaccharomyces octosporus Beij., 1897
  - Schizosaccharomyces pombe Lindner, 1893

Вместе с классами Taphrinomycetes, Pneumocystidomycetes  и Neolectomycetes делящиеся дрожжи относят к подотделу Taphrinomycotina (синоним Архиаскомицеты, Archiascomycotina). В более старых системах (до выпуска 9-го издания «Словаря грибов Эйнсуорта и Бисби», 2001 г.) относились не к архиаскомицетам, а к порядку Saccharomycetales класса Гемиаскомицеты (син. Голосумчатые, Hemiascomycetes).

## Жизненный цикл
На вегетативных стадиях жизненного цикла представляют собой отдельные клетки, размножающиеся делением. Половой процесс — копуляция соматических клеток с последующей плазмогамией и кариогамией, в результате чего образуется диплоидная стадия — зигота. После мейотического деления ядра из зиготы формируется сумка с аскоспорами, аскоспоры прорастают в соматические клетки.